# Филиппово (Талдомский городской округ)
Филиппово — деревня в Талдомском районе Московской области России. Входит в состав сельского поселения Темповое. Население — 3 чел. (2010).

## Население
| 1859 | 1890 | 1926 | 2002 | 2006 | 2010 |
| ---- | ---- | ---- | ---- | ---- | ---- |
| 116  | ↗155 | ↘130 | ↘4   | ↘2   | ↗3   |

## География
Расположена в западной части района, примерно в 17 км к западу от центра города Талдома, на левом берегу впадающей в Волгу реки Дубны. Ближайшие населённые пункты — деревни Веретьево, Платунино и Устье-Стрелка.

## История
По переписным книгам 1627-1628 годов деревня Легкоруково (также Филиппово) при  селе Веретье-Кутач на реке Дубне и речке Паз относится к вотчине Дмитровского Борисоглебского монастыря. При селе монастырский двор и Георгиевская церковь на погосте между речками Дубна и Паз. Примыкающие к селу деревни: Меледино на речке Паз, Иванцево и Кутач на Дубне, Стариково на Дубне и речке Пердошь, Горелуха, Юдино и Страшево на Дубне. Также починки: Власовский на реке Кунем-Вязье, Матюков, Михайлов, Ортёмово-Займище, Мытня-Зрихин, Мытня-Ольховичная, Грива, Жилин, Косяков, Мининский, Назимец, Поздичей, Усачёвский, Харкино, Хватков, Фурсов на Дубне, Яринский. Бывшие населённые пункты после польско-литовской интервенции (пустоши): Головинец на Сестре, Стрелка и Романцево на Дубне, Гридинская, Доронино, Легкоруково, Метково, Холм, Пронинская и Деренская по реке Кунем, Куничино-Раменье и Яковлевский починок, Баранов починок, Втыкилево, Зубарево, Корысть, Ларкино, Мелентьев починок, Овинище, Тихоновская, Жуково-Займище, Ольховик, Зобово, Гарево, Карпова, Кривовская, Климова, Обрамова, Короваевская на речке Пердошь, Ковригино, Костино, Лаврово, Пановка. И пустоши: Борок на Кунем и Кривец на Дубне.       
Всего: сельцо и погост с церковью, 7 деревень, 21 починок, 35 пустошей. Итого: 26 дворов и 38 человек. 
По переписным книгам 1678 года уже значится село Веретье с деревнями. Были из пустошей восстановлены деревни: Жуково-Займище, Кривец на ней была устроена мельница в 3 жернова, Ольховик на речке Ольховке, Зобово, Яринский починок (Яфимино), Легкоруково (Филиппово), Стрелка. Часть других пустошей были распаханы под пашни, часть получила новые названия. Всего: 80 дворов без учёта монастырского с 339 жителями.
В «Списке населённых мест» 1862 года Филипова — казённая деревня 2-го стана Дмитровского уезда Московской губернии по границе Корчевского уезда, при реке Дубне, в 57 верстах от уездного города, с 19 дворами и 116 жителем (55 мужчин, 61 женщина).
По данным 1890 года входила в состав Караваевской волости Дмитровского уезда, число душ составляло 155 человек.
В 1913 году — 30 дворов.
По материалам Всесоюзной переписи населения 1926 года — деревня Стариковского сельсовета Ленинской волости Ленинского уезда, проживало 130 жителей (54 мужчины, 76 женщин), насчитывалось 26 хозяйств, среди которых 24 крестьянских.
С 1929 года — населённый пункт в составе Ленинского района Кимрского округа Московской области, с 1930-го, в связи с упразднением округа, — в составе Талдомского района (ранее Ленинский район) Московской области.
До муниципальной реформы 2006 года — деревня Юдинского сельского округа.